# Krynky
Krynky (ukr. Кринки) – wieś na Ukrainie, w obwodzie chersońskim, w rejonie chersońskim, w hromadzie Ołeszky. W 2001 liczyła 991 mieszkańców.